# آب‌انبار امامزاده جعفر
آب‌انبار امام زاده جعفر مربوط به دوره قاجار است و در یزد، خیابان امامزاده جعفر واقع شده و این اثر در تاریخ ۹ اردیبهشت ۱۳۸۲ با شمارهٔ ثبت ۸۵۳۳ به‌عنوان یکی از آثار ملی ایران به ثبت رسیده است.